# Liste der Wappen im Landkreis Ostallgäu
Die Liste der Wappen im Landkreis Ostallgäu zeigt die Wappen der Gemeinden im bayerischen Landkreis Ostallgäu.

## Landkreis Ostallgäu

Landkreis Ostallgäu Unter blauem Schildhaupt, darin ein schreitender, golden gekrönter und golden bewehrter silberner Löwe, gespalten von Rot und Silber; vorne ein gestürztes silbernes Schwert, hinten ein wachsender roter Abtstab.
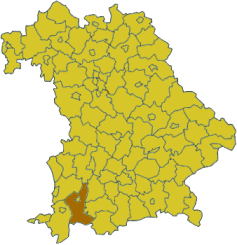
Lage des Landkreises Ostallgäu in Bayern
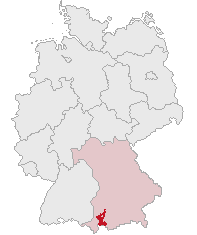
Lage des Landkreises Ostallgäu in Deutschland
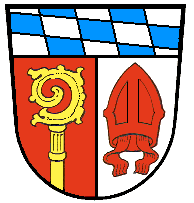
Landkreis Füssen (1862–1972) Unter Schildhaupt mit den bayerischen Rauten gespalten von Rot und Silber; vorne ein emporkommender goldener Bischofsstab mit auswärts gekehrter Krümme, hinten eine schwebende rote Mitra.
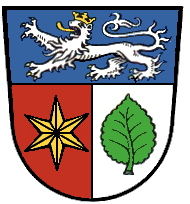
Landkreis Kaufbeuren (1862–1972) Unter blauem Schildhaupt, darin ein schreitender, golden gekrönter und golden bewehrter silberner Löwe, gespalten von Rot und Silber; vorne ein goldener Stern, hinten ein grünes Buchenblatt.
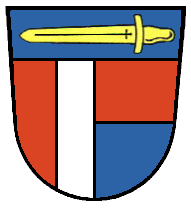
Landkreis Marktoberdorf (1862–1972) Unter blauem Schildhaupt, darin ein waagrechtes goldenes Schwert, gespalten; vorne wieder gespalten von Rot und Silber, hinten geteilt von Rot und Blau.

## Wappen der Städte, Märkte und Gemeinden

Gemeinde Aitrang Gespalten; vorne geteilt von Rot und Blau, hinten in Silber ein roter Abtstab, beseitet von zwei gegeneinander gebogenen blauen Bogenfelgen.
Gemeinde Baisweil In Blau ein silberner Schwanenrumpf.
Gemeinde Bidingen In Rot drei gebogene silberne Flankenleisten.
Gemeinde Biessenhofen Gespalten von Silber und Blau; vorn eine bewurzelte grüne Linde, hinten ein goldener gekrönter und golden bewehrter silberner Löwe.
Stadt Buchloe Gespalten von Rot und Silber.
Gemeinde Eggenthal In Rot auf grünem Grund ein silberner Meilenstein mit dem Wort NAWE auf dem Sockel, begleitet von zwei fünfmal von Silber und Schwarz geteilten Streitkolben mit goldenen Stielen.
Gemeinde Eisenberg Geteilt von Silber und Blau; oben schräg gekreuzt ein gestürztes rotes Schwert mit goldenem Griff und eine rote Lanze mit goldener Spitze und abhängendem rotem Fähnchen, darin ein durchgehendes goldenes Balkenkreuz; unten drei, zwei zu eins gestellte goldene Kugeln.
Gemeinde Friesenried Gespalten; vorne in Silber flankiert von einem schwarzen Zinnenturm und einem schwarzen Weidenblatt ein aus dem Schildfuß und Spalt einschweifenden zwei Gabelstelzen wachsendes schwarzes Tatzenkreuz, hinten geteilt von Rot und Blau.
Stadt Füssen In Gold drei im Dreipass gestellte schwarze Beine.
Gemeinde Germaringen In Rot eine silberne Kirche mit goldenem Dach in Choransicht, zwischen deren zwei goldgedeckten Kuppeltürmen ein sechsstrahliger goldener Stern schwebt.
Gemeinde Görisried Gespalten; vorne in Gold ein schwarzer Steinbock, hinten gespalten von Rot und Silber mit einer schräg links gestellten Rodungshaue in verwechselten Farben.
Gemeinde Günzach Geteilt von Rot und Blau; oben ein durchgehender silberner Wellenbalken, unten ein silbernes Buchenblatt.
Gemeinde Halblech Durch einen Dreiberg geteilt von Silber und Blau; oben eine grüne Tanne, unten ein unterhalbes goldenes Mühlrad.
Gemeinde Hopferau Geteilt; oben unter silbernem Schildhaupt in Blau drei zwei zu eins gestellte goldene Kugeln, unten in Gold ein schwarzes, schwarzgehörntes Stierhaupt (Grind) mit heraushängender roter Zunge.
Markt Irsee In Rot übereinander zwei silberne Löwen, der obere nach links, der untere nach rechts gewendet.
Gemeinde Jengen Gespalten von Silber und Rot; vorne am Spalt ein rot bewehrter halber schwarzer Adler, hinten ein linksgewendeter goldener Greifenlöwe.
Markt Kaltental In Rot über einem dreieckigen silbernen Rost eine goldene Mitra, beseitet von einem senkrechten silbernen Schlüssel und einem senkrechten silbernen Pfeil.
Gemeinde Kraftisried In Rot ein schreitender, goldbewehrter silberner Greif.
Gemeinde Lamerdingen Gespalten von Rot und Silber mit von Rot und Silber gespaltenem Herzschild, vorne ein halber silberner Adler am Spalt, hinten aus der Spaltung wachsend oben drei schwarze und unten drei rote Spitzen.
Gemeinde Lechbruck a. See In Silber eine durchgehende rote Steinbrücke über blauen Wellen, darüber schwebend gekreuzt ein schwarzes Floßruder und ein schwarzer Flößerhaken.
Gemeinde Lengenwang Über goldenem Schildfuß, darin drei zwei zu eins gestellte blaue Kugeln, in Rot ein goldener Pfahl, überdeckt von einem schräg gekreuzten silbernen Beil und einer silbernen Feder.
Stadt Marktoberdorf In Silber der wachsende, golden gerüstete heilige Martin mit goldenem Helm, darauf ein roter Kamm, der mit silbernem Schwert ein Stück seines roten Mantels dem wachsenden nackten Bettler zuteilt.
Gemeinde Mauerstetten Über rotem Dreiberg in Blau eine silberne Mauer mit drei Zinnen; diese überdeckt von einer schwarzen Tanne, deren Stamm ein pfahlweise gestelltes goldenes Schwert aufliegt, das mit seinem Griff den Dreiberg überzieht.
Markt Nesselwang Gespalten von Rot und Silber; darauf drei aus einem goldenen Dreiberg wachsende grüne Nesselzweige
Markt Obergünzburg Gespalten und vorne von Rot und Blau geteilt; hinten in Silber über drei blauen Wellenbalken schwebend das schwarz gekleidete, golden gekrönte Brustbild der herschauenden Hildegard.
Gemeinde Oberostendorf In Rot auf einer silbernen Spitze sitzend eine silberne Taube, die im Schnabel einen sechsstrahligen goldenen Stern trägt.
Gemeinde Osterzell In Rot ein silbernes Zehnendergeweih mit kleeblattförmigem Grind, überhöht von einem silbernen Buchenblatt.
Gemeinde Pforzen Geteilt von Silber und Blau; oben ein roter Doppelspringer, dem am Fuß ein roter Pfeil unterlegt ist, unten ein schreitender goldener Hirsch.
Gemeinde Pfronten In Rot auf silbernem Stein ein goldbewehrter silberner Falke mit gespreizten Flügeln.
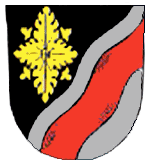
Gemeinde Rettenbach a. Auerberg Durch eine Wellenlinie schräg geteilt; vorne eine goldene Rosette auf Schwarz; hinten ein roter Wellenbalken auf Silber.
Gemeinde Rieden Durch einen silbernen Wellenbalken geteilt von Rot und Blau; oben eine silberne Taube, die einen silbernen Zweig im Schnabel hält, unten ein halbes silbernes Mühlrad.
Gemeinde Rieden a. Forggensee Im Wellenschnitt geteilt von Rot und Silber, unten schräg gekreuzt eine rote Reuthaue und ein rotes Beil, der Teilungslinie aufgelegt eine heraldische Lilie in verwechselten Farben, deren mittleres Blatt oben als Weinblatt gestaltet ist.
Markt Ronsberg In Rot ein goldener Löwe, der ein von Blau und Silber schräg geteiltes Panier an einer ebenso schräg gebänderten Stange in den Vorderpranken hält.
Gemeinde Roßhaupten In Rot über zwei silbernen Wellenbalken ein silberner Pferdekopf.
Gemeinde Ruderatshofen Gespalten von Rot und Silber; hinten ein mit goldenem Gitter belegter roter Schrägbalken.
Gemeinde Rückholz In Rot ein aus silbernem Dreiberg wachsender goldener Abtstab.
Gemeinde Schwangau In Rot ein schwarzbewehrter silberner Schwan mit gespreizten Flügeln.
Gemeinde Seeg In Rot ein silbernes Segelboot.
Gemeinde Stötten a. Auerberg Unter rotem Schildhaupt, darin eine silberne Wellenleiste, in Silber auf grünem Dreiberg ein grünes Kleeblattsteckkreuz, beseitet von zwei aufrechten schwarzen Ochsenhörnern.
Gemeinde Stöttwang Geteilt; oben in Rot ein sechsstrahliger goldener Stern, unten in Blau ein wachsender goldener Abtstab; auf der Teilungslinie schräg gekreuzt ein Palmzweig.
Markt Unterthingau In Blau zwei rote Mohnblumen an schräg gekreuzten, beblätterten grünen Stängeln.
Gemeinde Untrasried Gespalten von Silber und Blau; vorne ein aufspringender Rappe, hinten auf grünem Dreiberg ein silberner Zinnenturm.
Markt Waal In Silber aus silbernen Wolken wachsend der golden nimbierte heilige Nikolaus in rotem Ornat und mit roter Mitra, in der Rechten den goldenen Bischofsstab, in der Linken ein rotes Buch, darauf drei goldene Kugeln.
Gemeinde Wald Unter einem durch einen silbernen Wellenbalken unterstützten schwarzen Schildhaupt, darin nebeneinander drei goldene Kugeln, in Grün zwischen zwei bewurzelten silbernen Tannen ein wachsender silberner Kirchturm.
Gemeinde Westendorf In Gold ein mit drei goldenen Balken belegter schwarzer Schrägbalken, beseitet von je einem sechsstrahligen roten Stern.

## Ehemalige Gemeinden mit eigenem Wappen

Gemeinde Altdorf
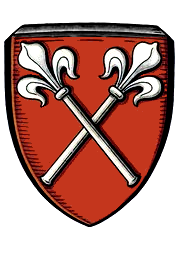
Gemeinde Apfeltrang
Gemeinde Aufkirch
Gemeinde Bad Faulenbach
Gemeinde Bayersried
Gemeinde Beckstetten
Gemeinde Berg
Gemeinde Bernbach
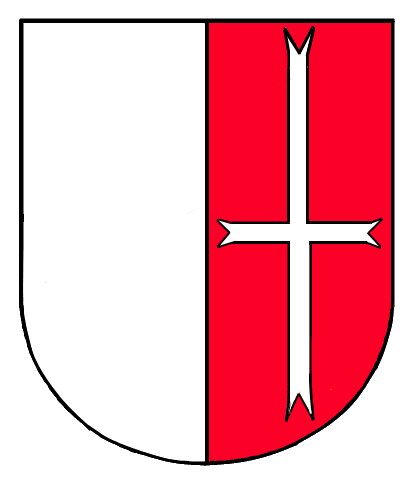
Gemeinde Bertoldshofen
Gemeinde Blöcktach
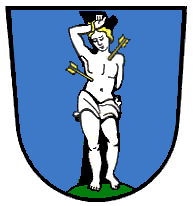
Gemeinde Blonhofen
Gemeinde Buching
Gemeinde Burg
Gemeinde Dillishausen
Gemeinde Dösingen
Gemeinde Ebenhofen
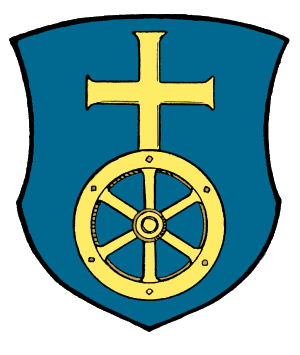
Gemeinde Emmenhausen
Gemeinde Enzenstetten
Gemeinde Ebersbach
Gemeinde Eschach
Gemeinde Eurishofen
Gemeinde Frankenhofen
Gemeinde Frankenried
Gemeinde Geisenried
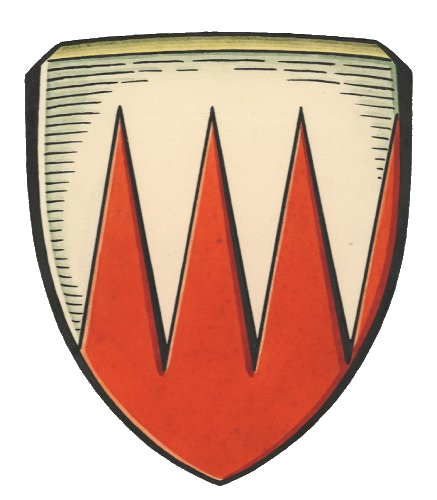
Gemeinde Großkitzighofen
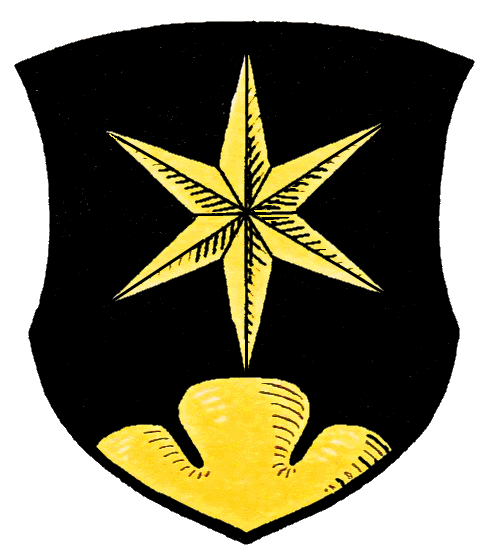
Gemeinde Gutenberg
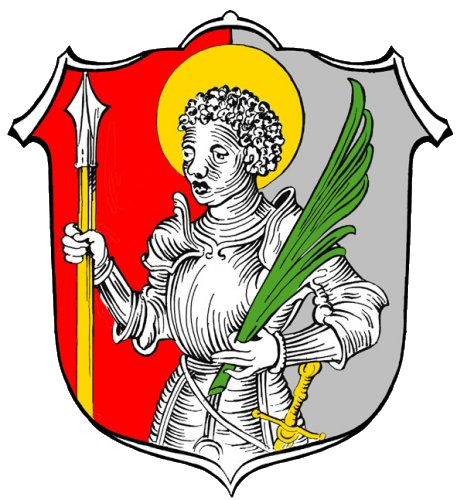
Gemeinde Honsolgen
Gemeinde Hopfen a. See
Gemeinde Hopferbach
Gemeinde Huttenwang
Gemeinde Immenthal
Gemeinde Ingenried
Gemeinde Ketterschwang
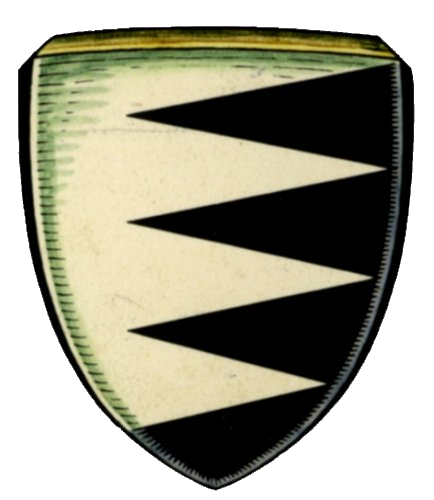
Gemeinde Kleinkitzighofen
Gemeinde Lauchdorf
Gemeinde Lechbruck a. See
Gemeinde Lengenfeld
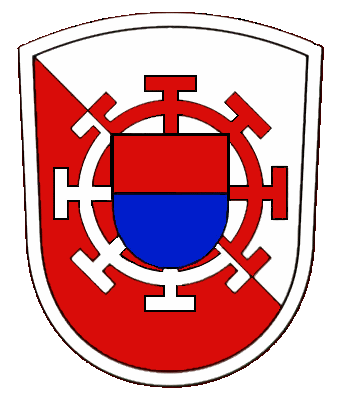
Gemeinde Leuterschach
Gemeinde Linden
Gemeinde Lindenberg
Gemeinde Obergermaringen
Gemeinde Oberthingau
Gemeinde Reichenbach
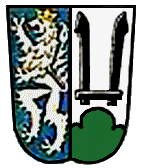
Gemeinde Reinhardsried
Gemeinde Remnatsried
Gemeinde Rieder
Gemeinde Stein
Gemeinde Steinbach
Gemeinde Sulzschneid
Gemeinde Thalhofen a. d. Gennach
Gemeinde Thalhofen a. d. Wertach
Gemeinde Trauchgau
Gemeinde Ummenhofen
Gemeinde Untergermaringen
Gemeinde Unterostendorf
Gemeinde Waalhaupten
Gemeinde Weicht
Gemeinde Weinhausen
Gemeinde Weißensee
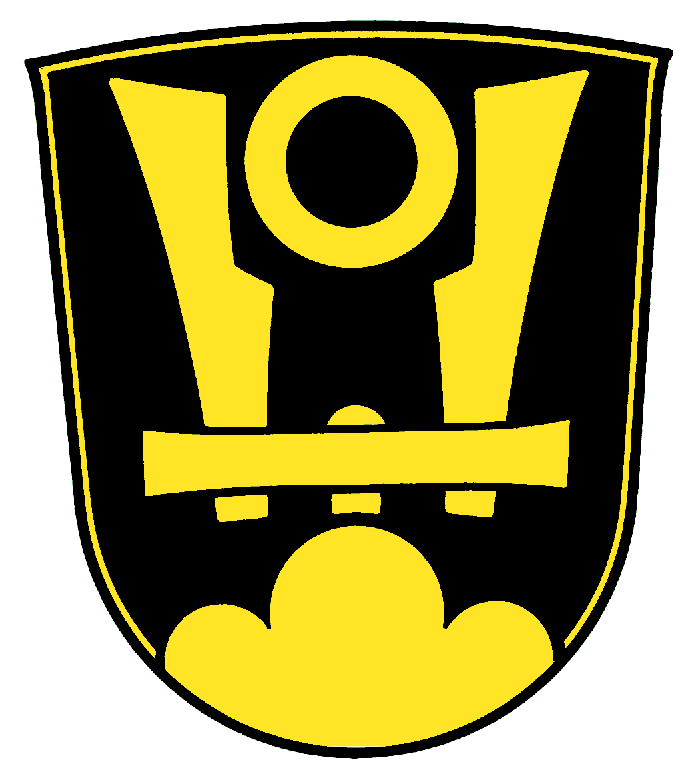
Gemeinde Willofs In Schwarz über goldenem Dreiberg ein goldener Wagenkipf, zwischen dessen Rungen ein goldener Ring.
Gemeinde Zwieselberg